# داستین بومهوئر
داستین بومهوئر (انگلیسی: Dustin Bomheuer؛ زادهٔ ۱۷ آوریل ۱۹۹۱) بازیکن فوتبال اهل آلمان است.
از باشگاه‌هایی که در آن بازی کرده‌است می‌توان به باشگاه فوتبال دویسبورگ و باشگاه فوتبال فورتونا دوسلدورف اشاره کرد.